# Карамат
Кара́мат (араб. کرامة‎ , мн.ч. کرامات‎) — один из исламских терминов, используемый для названия чудотворений, происходящих с праведными и искренними мусульманами (авлия) или совершаемых ими.
Чудотворство неверующих и людей, которые не являются праведниками называются истидрадж, сихр или макр. Доказательством наличия караматов у некоторых праведных людей является ряд хадисов и аятов Корана.

## Положение
Источником карамата является Аллах. Караматы признается всеми направлениями ислама кроме мутазилитов. В суфизме карамат считаются особым испытанием. Если суфий ими возгордится, то он сойдет с истинного пути. Поэтому шейхи обязывают скрывать наличие этих состояний.
Карамат не является подобием Откровения и чудес, которые были даны пророкам. Если Пророки могли для подтверждения истинности своей миссии явно показывать окружающим чудеса, то обладатели карамата не ставят целью публичную демонстрацию чудес. В большинстве случаев они держат свои способности в тайне.
Карамат может проявляться в чрезвычайных событиях, связанных с образом жизни, высокой моралью, большой образованностью, глубокими знаниями праведника. Некоторые считают, что проявлением карамата может быть способность праведников ходить по поверхности моря, летать в воздухе и т. д. Самым великим чудом авлия считается служение Аллаху и оживление наук Корана, так как самым великим чудом (му‘джизат) Пророка был Коран.